# لويس في. أركو
لويس في. أركو (بالألمانية: Lutz Altschul)‏ (و. 1899 – 1975 م) هو ممثل مسرحي، وممثل أفلام نمساوي، ولد في بادن (النمسا السفلى)، توفي في زيورخ، عن عمر يناهز 76 عاماً.

## وصلات خارجية
- لويس في. أركو على موقع IMDb (الإنجليزية)
- لويس في. أركو على موقع ألو سيني (الفرنسية)
- لويس في. أركو على موقع تيرنر كلاسيك موفيز (الإنجليزية)
- لويس في. أركو على موقع قاعدة بيانات الأفلام السويدية (السويدية)
- لويس في. أركو على موقع قاعدة بيانات الفيلم (الإنجليزية)
- لويس في. أركو على موقع كينوبويسك (الروسية)

- لويس في. أركو في قاعدة بيانات الأفلام على الإنترنت